# Apartment Zero
Apartment Zero è un film del 1989 diretto da Martin Donovan.
La pellicola è di produzione britannico-argentina.

## Trama
Adrian LeDuc è il proprietario di una sala cinematografica di repertorio (revival house) a Buenos Aires. Non ha relazioni sociali tranne che con sua madre ricoverata in una clinica geriatrica, perciò i film rappresentano il centro della sua vita emotiva, in particolare i film classici americani e anche i celebri attori. La storia comincia con Adrian che sta nella sua sala cinematografica e sta assistendo alla scena finale de L’infernale Quinlan.
Questa sala perde sempre più soldi perché poco frequentata, così mette un annuncio per condividere l’affitto del suo appartamento. Dopo parecchi candidati insoddisfacenti incontra l’americano Jack Carney che accetta di prendere la stanza. Il timoroso e represso Adrian è sia intimidito che attratto da Jack, che emana sicurezza e forza, e tenta di conquistarne la fiducia e l’amicizia. Jack lo intuisce e non gli dispiace, perciò asseconda il suo locatore.
Jack fa amicizia con qualche vicino, Adrian se ne lamenta e gli dice che i vicini non sono attendibili. Malgrado la gelosia di Adrian, l’americano continua a socializzare con parecchi di loro, diventando sessualmente coinvolto con Laura, la vicina di appartamento, il cui marito è frequentemente lontano da casa. Claudia la bigliettaia della sala cinematografica di Adrian è coinvolta con un comitato politico che sta investigando su una serie di assassini che hanno una sorprendente somiglianza con quelli commessi dai componenti degli squadroni della morte che hanno operato in Argentina durante la sua ultima dittatura civile-militare (1976-1983).
Adrian scopre che Jack sta mentendo sul suo lavoro e comincia a pensare, in maniera paranoica, che l’americano lo stia spiando. Perquisisce la sua stanza e trova alcune fotografie che lo ritraggono in abbigliamento paramilitare. Jack ritorna e trova il coinquilino molto agitato, perciò cerca di tranquillizzarlo, ma cambia atteggiamento quando capisce che Adrian è stato nella sua stanza.
Anche se personalmente apolitico, Adrian permette al comitato di Claudia di proiettare nel suo cinema dei filmati dello squadrone della morte e inorridisce nel vedere lo stesso simbolo che appariva nelle foto trovate a casa sua. Jack capisce che la sua convivenza si sta complicando sta diventando sempre più sospettoso, tenta di falsificare il passaporto di Adrian e si prepara a lasciare l’Argentina. Sfortunatamente si accorge che è scaduto e non può più partire. Jack adesca un giovane gay e lo uccide per il suo passaporto, poi prova a mettere la sua foto personale nel documento rubato, al posto di quella dell’uomo morto.
Nel frattempo Adrian è devastato dalla morte di sua madre, si ubriaca e crea disordine nell’appartamento, preoccupando i suoi vicini. Il mattino seguente un servizio televisivo dell’assassinio di un giovane porta i vicini a pensare che Adrian ha fatto del male a Jack. Una sera si presentano da lui, spingendo con forza la porta d’entrata e lo attaccano fisicamente fino a spintonarlo e farlo precipitare fino all’ingresso del palazzo. Jack ritorna e lo trova steso per terra ferito alla testa, lo soccorre e lo aiuta a medicare la lesione.
Il giorno dopo Adrian si reca al funerale della madre e nel frattempo Claudia si reca nell’appartamento, suona e apre l’americano. Claudia lo riconosce e lo identifica con la persona ritratta in una delle foto proiettate dal comitato politico a cui ha aderito. Adrian ritorna nell’appartamento e la trova morta per mano di Jack. Rimane sconvolto ma è spaventato dal perdere il coinquilino quanto inorridito dall’assassinio di Claudia. Decidono di sbarazzarsi del corpo. Quando escono incontrano Laura e il marito e Jack si inventa un alibi e dice che partirà per la California in mattinata.
Dopo avere buttato il corpo in una discarica fuori città, Adrian suggerisce di andare insieme in California e Jack è d’accordo, Quando ritornano nell’appartamento, però, cambia idea e va a prendere la pistola di Jack nel soggiorno. Questi capisce cosa sta per succedere e comincia strozzare il rivale, ma alla fine lo lascia andare. Adrian di nuovo tenta di prendere la pistola e i due lottano. Con la pistola puntata su di lui e con il dito di Adrian sul grilletto, Jack dice: ”Fallo!” e la pistola spara.
Alcuni giorni dopo Adrian sta cenando quando Laura suona alla porta, cercando l’indirizzo di Jack in California. Lui risponde che non lo ha più sentito e sbatte la porta. Ritorna a tavola e riempie due bicchieri di vino, uno per lui e l’altro per il cadavere di Jack che tiene seduto al tavolo. La scena finale mostra una grande folla fuori dal cinema di Adrian che è diventato un cinema porno. Questi che non si è mai presentato in pubblico senza giacca e cravatta sta all’ingresso dell’edificio con una T-shirt e la giacca di pelle di Jack mentre fuma una sigaretta, proprio come faceva l’americano.